# Carnamah (ort)
Carnamah är en ort i Australien. Den ligger i kommunen Carnamah och delstaten Western Australia, omkring 250 kilometer norr om delstatshuvudstaden Perth. Antalet invånare är 496.
Trakten runt Carnamah är nära nog obefolkad, med mindre än två invånare per kvadratkilometer..
Trakten runt Carnamah består till största delen av jordbruksmark. Genomsnittlig årsnederbörd är 449 millimeter. Den regnigaste månaden är juli, med i genomsnitt 71 mm nederbörd, och den torraste är februari, med 7 mm nederbörd.